# عشتار ياسين جوتيريز
عشتار ياسين جوتيريز (بالإسبانية: Ishtar Yasin Gutiérrez)‏ مخرجة وكاتبة سيناريو تشيلية ولدت في سنة 1968 في مدينة موسكو عاصمة روسيا وهي من أب عراقي وأم تشيلية كوستاريكية، أخرجت فلم الطريق، وهو فيلم لاتيني وألذي عرض في كوستاريكا ونيكاراغوا وفرنسا. قضت عشتار حياتها في كوستاريكا وأبوها هم مخرج المسرحيات العراقي محسن سعدون ياسين.

## روابط خارجية
- عشتار ياسين جوتيريز على موقع IMDb (الإنجليزية)
- عشتار ياسين جوتيريز على موقع ألو سيني (الفرنسية)